# 12 Heures de Sebring 1953
Navigation
Édition précédente Édition suivante
Les 12 Heures de Sebring 1953 sont la 2e édition de l'épreuve et la 1re manche du championnat du monde des voitures de sport 1953. Elles ont été remportées le 8 mars 1953 par la Cunningham no 57 de l’équipe Briggs Cunningham pilotée par Phil Walters et John Fitch.

## Circuit

Le Sebring International Raceway, cadre des 12 Heures de Sebring 1953.

Les 12 Heures de Sebring 1953 se déroulent sur le Sebring International Raceway situé en Floride. Il est composé de deux longues lignes droites, séparées par des courbes rapides ainsi que quelques chicanes. Ce tracé a un grand passé historique car il est utilisé pour des courses automobiles depuis 1950. Ce circuit est célèbre car il a accueilli la Formule 1.

## Résultats
Voici le classement au terme de la course.
- Les vainqueurs de chaque catégorie sont signalés par un fond jauni.
- Pour la colonne Pneus, il faut passer le curseur au-dessus du modèle pour connaître le manufacturier de pneumatiques.

| 1            | E 8.0 | 57  | Briggs Cunningham      | Phil Walters John Fitch               | Cunningham C4-R          | 173               |
| 2            | S 3.0 | 30  | Aston Martin Ltd.      | George Abecassis Reginald Parnell     | Aston Martin DB3         | 172               |
| 3            | S 5.0 | 74  | Art Feuerbacher        | Sherwood Johnston Bob Wilder          | Jaguar C-Type            | 162               |
| 4            | S 5.0 | 311 | David Hirsch           | Bob Gegen Harry Grey                  | Jaguar C-Type            | 155               |
| 5            | S 1.5 | 59  | Briggs Cunningham      | Briggs Cunningham Bill Lloyd          | OSCA MT4 1350            | 153               |
| 6            | S 2.0 | 49  | E. P. Lunken           | Ed Lunken Charles Hassan              | Ferrari 166MM            | 153               |
| 7            | S 5.0 | 38  | Jack Pry Ltd.          | Charles Wallace Chuck Sarle           | Jaguar XK120             | 151               |
| 8            | S 3.0 | 45  | Peter S. Young         | Peter Yung Robert Yung                | Ferrari 225 S            | 148               |
| 9            | S 1.1 | 91  | James Simpson          | James Simpson George Colby            | OSCA MT4 1100            | 146               |
| 10           | S 5.0 | 28  | J. Kaplan              | Jake Kaplan Russ Boss                 | Jaguar XK 120M           | 144               |
| 11           | S 750 | 10  | Hobart Cook            | René Bonnet Wade Morehouse            | DB HBR                   | 143               |
| 12           | S 5.0 | 18  | Walt Hansgen           | Walt Hansgen Donald McKnought         | Jaguar XK 120            | 142               |
| 13           | S 1.5 | 4   | Deutsch-Bonnet         | David Ash Frank Ahrens                | MG Spezial               | 135               |
| 14           | S 2.0 | 50  | Wojciech Kloaczkowski  | Philip Smyth Bob Said                 | Frazer Nash Mille Miglia | 134               |
| 15           | S 1.5 | 53  | James Shields          | James Shields Bob McKinsey            | MG TD                    | 132               |
| 16           | S 1.5 | 42  | William Wellenberg jr. | William Wellenberg jr. William Wonder | MG TD                    | 132               |
| 17           | S 5.0 | 29  | Fred Dagaver           | Fred Dagaver Al Garz                  | Jaguar XK 120            | 132               |
| 18           | S 1.5 | 42  | Paul Hessler           | Harry Beck Paul Devaney               | Siata 300BC              | 132               |
| 19           | S 1.5 | 44  | Fred F. Allen          | Fred Allen Robert Longworth           | MG Spezial               | 127               |
| 20           | S 750 | 56  | Thomas Scatchard       | Thomas Scatchard Harry Wessells       | Siata 300BC              | 132               |
| 21           | S 1.1 | 27  | Robert T. Keller       | Paul Farago Lou Torco                 | Siata 300BC Hardtop      | 123               |
| 22           | S 750 | 111 | George F. Schrafft     | George Schrafft Jim Hamlett           | Palm Beach Spezial       | 119               |
| 23           | S 3.0 | 55  | Mike Rothschild        | Mike Rothschild Jack Nile             | Morgan Plus 4            | 119               |
| 24           | S 1.5 | 42  | Jack Burkhard          | Arnold Stubbs Jack McAfee             | Allard J2                | 116               |
| 25           | S 1.5 | 6   | Rees T. Makins         | Rees Makins Frank Bott                | OSCA MT4 1100            | 115               |
| 26           | S 5.0 | 15  | Jack Shepperd          | George Huntoon Phil Stiles            | Jaguar C-Type            | 114               |
| 27           | S 2.0 | 64  | Walter von Schoenfeld  | Walter von Schoenfeld René Soulas     | Maserati A6GCS           | 110               |
| 28           | S 1.5 | 14  | Alan Patterson         | Alan Patterson Hubert Brundage        | MG Spezial               | 99                |
| 29           | S 5.0 | 16  | George E. Tilp         | Randolph Pearsall Morris Carroll      | Jaguar XK 120            | 94                |
| 30           | S 5.0 | 51  | Walter S. Gray         | Walter Gray Dale Duncan               | Allard J2                | 94                |
| 31           | S 1.1 | 37  | Jack Pry Ltd.          | Stephen Spitler Roger Wing            | Morris Minor             | 93                |
| 32           | S 1.1 | 11  | Paul Ceresole          | Paul Ceresole Logan Hill              | Cisitalia Spider         | 88                |
| 33           | S 3.0 | 2   | Brooks Stevens         | Hal Ullrich Dick Irish                | Excalibur J              | 86                |
| 34           | S 5.0 | 23  | Charles M. Schott      | Charles Schott John van Driel         | Excalibur J              | 63                |
| Disqualifiés |       |     |                        |                                       |                          |                   |
| 35           | S 3.0 | 24  | Hobart Cook            | Hobart Cook André Moynet              | DB HBR                   | 130               |
| 36           | S 2.0 | 48  | Fritz Koster           | Fritz Koster Jorge Daponte            | Maserati A6GCS           | 15                |
| Abandons     |       |     |                        |                                       |                          |                   |
| 37           | S.3 0 | 5   | Jim Kimberly           | Jim Kimberly Marshall Lewis           | Ferrari 225S             | 95                |
| 38           | S 1.5 | 60  | Dickson Yates          | William Kinchloe Dickson Yates        | MG TD                    |                   |
| 39           | S 1.5 | 80  | Richard Toland         | Richard Toland Howard Hanna           | Porsche 356              |                   |
| 40           | S 2.0 | 62  | Ray Leibensperger      | Ray Leibensperger Howard Class        | MG Spezial               | 78                |
| 41           | S 750 | 39  | Speedcraft Enterprises | William Eager Otto Linton             | Siata Amica Spezial      | 63                |
| 42           | S 3.0 | 8   | William Spear          | Bill Spear Phil Hill                  | Ferrari 225S             | 56                |
| 43           | S 5.0 | 19  | Austin L. Conley       | Norman Christianson Austin Conley     | Jaguar XK 120            | 56                |
| 44           | S 3.0 | 31  | Aston Martin Ltd.      | Peter Collins Geoffrey Duke           | Aston Martin DB3         | 52                |
| 45           | S 8.0 | 98  | Erwin Goldschmidt      | Erwin Goldschmidt Paul O’Shea         | Healey Silverstone       | 45                |
| 46           | S 1.5 | 33  | René Bonnet            | Bernard Cahier Miles Collier          | DB HBR                   | 37                |
| 47           | S 2.0 | 58  | Briggs Cunningham      | Charles Moran John Gordon Bennet      | Frazer Nash Targa Florio | 28                |
| 48           | S 750 | 26  | Ralph Deshon           | Ealph Deshon Don Quackenbush          | Crosley Spezial          | 25                |
| 49           | S 5.0 | 66  | Paul Ramos             | Paul Ramos Tony Cumming               | Allard J2X               | 20                |
| 50           | S 8.0 | 46  | Masten Gregory         | Masten Gregory Tom Newcomer           | Allard J2X               | 16                |
| 51           | S 8.0 | 97  | Mark B. Deitsch        | Bob Said Beau Clarke                  | Allard J2X               | 9                 |
| 52           | S 3.0 | 3   | Brooks Stevens         | Ralph Knudson Jim Feld                | Excalibur J              | 4                 |
| 53           | S 1.0 | 1   | Stuart Donaldson       | Tony Bonadies George Rice             | Frazer Nash Le Mans MK2  | 2                 |
| 54           | S 2.0 | 9   | Stuart Donaldson       | Johnnie Rogers Russ Klar              | Frazer Nash Le Mans      | 2                 |
| Non-partants |       |     |                        |                                       |                          |                   |
| 55           | S 750 | 70  | George Sanderson       | George Sanderson N. J. Coscoros       | Crosley Hot Shot         | Moteur            |
| 56           | S 1.5 | 21  | Larry Kulok            | Larry Kulok Harry Gary                | Porsche 356 1500 Super   | Boîte de vitesses |
| 57           | S 1.1 | 41  | Randolph Pearsall      | Randolph Pearsall William Eager       | Cisitalia Spider         | Moteur            |
| 58           | S 5.0 | 65  | Bill Lloyd             | Bill Lloyd Tom Cole                   | Ferrari 340 America      | Moteur            |
| 59           | S 5.0 | 75  | Cameron Argetsinger    | Cameron Argetsinger Miles Collier     | Jaguar XK120             | Moteur            |